# Gila Lustiger
Pour les articles homonymes, voir Lustiger.
Œuvres principales
- L'Inventaire, 1998
- Quel bonheur !, 2000
- Nous sommes, 2005
- Un bonheur insoupçonnable, 2008

Gila Lustiger (née le 27 avril 1963 à Francfort-sur-le-Main en Allemagne), est une écrivaine de langue allemande.

## Biographie
Après avoir grandi à Francfort, elle part en 1981 en Israël, où elle étudie la littérature comparée à l'université hébraïque de Jérusalem. Elle travaille dans l'édition à Tel Aviv. En 1987, elle s'installe avec l'écrivain Emmanuel Moses à Paris.
Son père Arno Lustiger (1924-2012), originaire de la ville de Będzin en Silésie polonaise, est un ancien déporté. Installé à Francfort après la guerre, il est devenu un historien de la Shoah et un écrivain allemand. Il est le cousin du cardinal et archevêque de Paris Jean-Marie Lustiger.

## Œuvre
"Juive en Allemagne, allemande en Israël, étrangère en France, je suis consciente de mon ambivalence, mais j’aime cette gymnastique entre les cultures et les pays."
Cette "gymnastique entre les cultures et les pays" sort immédiatement des livres de l'auteur.
L'inventaire observe dans une série de micro-fictions pendant les années trente la lente dégradation des conditions de vie de tous ceux que le régime nazi considère comme "non rentable, nuisible à la communauté du peuple" et des Juifs allemands en particulier. Mais son regard se pose aussi sur les "bourreaux", sur ceux qui veillent sur le bon déroulement de la sélection, qui se fait de plus en plus impitoyable. Comme dans chaque système de sélection il y a les gagnants et les perdants, tel Allemand qui peut acquérir à bas prix l'enseigne d'un Juif exproprié ou tel soldat au front qui récupère des objets spoliés pour les envoyer à sa famille. Est montré jusqu'au bout l'exploitation de l'homme par l'homme, avec une efficacité terrible, où les indésirables et non rentables le redeviennent à travers la matière primaire à laquelle la machinerie d'extermination les réduit.

L'auteure porte un regard clinique, sobre, détaché, sans misérabilisme sur la génération qui la précède, mais pas sans soulever l'émotion.
Quel bonheur est un roman de couple, l'histoire d'une femme "moderne", qui raconte sa vie au jour le jour et essaie de se réaliser et se faire reconnaître à sa juste valeur sans y arriver. Pourtant ce n'est pas un roman féministe, plutôt l'introspection d'un échec programmé. Le style est détaché, comme dans le roman précédent, on l'a dit le plus français de ses livres, où une sorte de Madame Bovary qui s'est perdue dans Les Choses.
Nous sommes, son troisième roman est peut-être le plus autobiographique, un roman de famille, ou de relation fille-père et du secret de famille qui les relie.
Un bonheur insoupçonnable, publié en 2008 traite des relations entre générations, cette fois entre un vieux monsieur et un jeune garçon, d'une façon insoupçonnable, comme le titre l'indique.
Les Insatiables en 2016 est son premier roman policier. Il commence par le meurtre d'une escort-girl pour dévoiler un scandale sanitaire. Cette histoire est  basée sur des faits réels ;  l'utilisation par l'industrie chimique de la molécule cancérigène, le chloracétal C5, pour fabriquer la vitamine A.